# Leopold Moosbrugger
Leopold Moosbrugger, auch Leopold Mosbrugger, Leopold von Moosbrugger, (* 24. Januar 1796 in Konstanz; † 12. August 1864 in Aarau, Schweiz) war ein deutscher Mathematiker und Jurist.

## Leben
Leopold stammte aus der für ihre Baumeister, Stuckateure und Maler berühmten Moosbrugger (Familie). Er war der Sohn aus der ersten Ehe des Wendelin Moosbrugger mit Anna Schärtker von Arbon aus Thurgau. Die Mutter starb bei seiner Geburt.
An der Universität Heidelberg studierte er von 1813 bis 1825 Mathematik bei Franz Ferdinand Schweins, schloss sich der Richtung seines Freundes Jakob Steiner an und wurde nach seiner Rückkehr nach Konstanz Privatlehrer für Mathematik, unter anderem von 1827 bis 1829 für den späteren Kaiser Napoléon III., als dieser im Schloss Arenenberg wohnte. 1830 erhielt er als Nachfolger von Franz Xaver Bronner die Stelle als Mathematiklehrer an der Kantonsschule Aarau, die er 32 Jahre innehatte. Rudolf Rauchenstein schrieb über ihn eine Biografie unter dem Titel „Zur Erinnerung an Professor Leopold Moosbrugger“.